# آموزش محیط زیست

## مفاهیم پایه
اصطلاح آموزش محیط زیست ترکیبی از دو حوزه علمی متفاوت محیط زیست و آموزش است، که اولی اشاره به طبیعت و علوم‌ طبیعی و دومی به علوم‌انسانی و رفتاری اشاره دارد؛ بنابراین ترکیب علم بوم‌شناسی با الگوهای یادگیری جهت آماده‌سازی آموزش مؤثر با رویکرد محیط زیست، آموزش محیط زیست شکل می‌گیرد. تعاریف مختلفی از آموزش محیط زیست تدوین شده‌است.
ویلیام استاپ (۱۹۶۹) آموزش محیط زیست را پرورش شهروندانی می‌داند که از دانش بیوفیزیکی محیط زیست برخوردار هستند، نسبت به مشکلات مرتبط با محیط زیست آگاه بوده، مشکلات را هدف‌گذاری می‌نماید و با انگیزه و آگاهانه جهت کمک به چگونگی حل این مشکلات عمل می‌کنند. انجمن آموزش محیط زیست آمریکای شمالی (۱۹۸۳) آموزش محیط زیست را فرایند تجزیه و تحلیل و درک درست از مسائل محیط زیست است که بتواند با ارائه دانش و مهارت کافی به افراد جامعه درخصوص تعیین خط مشی، چگونگی حل مشکلات و مدیریت صحیح از محیط زیست محافظت و مشکلات آن را برطرف گرداند، تعریف می‌کند. اما اهدافی که آموزش محیط زیست درپی آن است، آگاهی بخشیدن به معلومات محیط زیستی هر فرد است؛ به‌طوری که شخص ارزش‌های محیط را درک کرده، در حراست از آن کوشا بوده و با فکر و تعمق در فرآیندهای زیستی به حمایت از آن بپردازد. به‌طور جامع‌تر، اهداف آموزش محیط زیست:
- مهیاسازی هر فردی برای کسب دانش به منظور بهبود محیط زیست خود؛
- ایجاد آگاهی که سبب هوشیاری دربارهٔ جنبه‌های فیزیکی، اجتماعی و زیبایی شناختی محیط زیست گردد؛
- ایجاد نگرشی نو یا الگویی از رفتار افراد، گروه‌ها و جامعه به‌طور کامل در قبال محیط زیست؛
- کمک به مهارت افراد در شناسایی و حل مسائل محیط زیستی است.[۳]

بنابراین ترویج دانش محیط زیستی و حساسیت‌زایی در افراد، یک فرایند ساختاری گام‌ به‌ گام است که میان‌رشته‌ای بوده و موجب آن می‌گردد تا یادگیرنده آگاهی دربارهٔ محیط زیست، ارزش‌گذاری محیط زیست از طریق دانش، مسئولیت‌پذیری در مورد محیط زیست و قابلیت انجام عمل و مهارت‌های لازم برای حل مشکلات را کسب کند. کسب این مهارت‌ها با هدف رسیدن به توسعه پایدار انجام می‌شود، که تحقق آن در گرو تدوین برنامه‌ای روشن و شفاف از اهداف آموزش محیط زیست است. اینگونه برنامه‌ها در مدارس از طریق تدریس کتب درسی و فعالیت‌های مرتبط با آن آموخته می‌شود و موجب کسب سواد محیط زیستی می‌گردد (پریشانی و همکاران، ۱۳۹۵). سوادی که آموزش آن از لحاظ تاریخی، ابتدا با روش گنجاندن در برنامه درسی رسمی با الحاق مفاهیم محیط زیستی، فعالیت‌ها و نمونه‌های موجود مربوط به اهداف برنامه درسی، به صورت تزریقی بوده و متأثر از رویکردهای برنامه درسی است که در آموزش محیط زیست لحاظ می‌شود و در چارچوب رویکرد تلفیقی تحقق یابد (شبیری و شمسی، ۱۳۹۴). لذا آموزش محیط زیست می‌تواند دارای رویکردهای برنامه درسی تلفیقی با ویژگی‌های زیر باشد:
- رویکرد تک‌رشته‌ای: محیط زیست به‌صورت یک رشته مجزا مورد توجه قرار می‌گیرند یا تلفیق موضوعات و مهارت‌ها در درون این رشته رخ می‌دهد.
- رویکرد چندرشته‌ای: در این رویکرد در تمامی دروس تحصیلی به مسائل محیط زیستی اشاره می‌شود در حالی که هر کدام از دروس روی یک موضوع مختلف متمرکز می‌شوند.
- رویکرد میان‌رشته‌ای: در این رویکرد آموزش محیط زیست به عنوان یک درس یا رشته تحصیلی، در برگیرنده موضوعات دروس مختلف تحصیلی است که تماماً در موضوع محیط زیست متمرکز است (چلیا[۵]، ۱۹۸۵).
- رویکرد فرارشته‌ای: در هم شکستن مرزهای دانش و ایجاد و بازسازی یک رشته جدید (احمدی، سبحانی‌نژاد و امیری، ۱۳۹۴) بدین معنا که با یک مسئله مانند محیط زیست شروع شود و از رشته‌های علمی دانش جدیدی تولید گردد.

انگلسون[۶] (۱۹۸۹) به فرآیندهای هشت‌گانه برای الحاق آموزش محیط زیست در برنامه درسی اشاره می‌کند که عبارتند از:
- انتخاب موضوع محیط زیست برای بودن در وجود یک ساختار واحد گسترده؛
- شناسایی واحدهای گسترده که مرتبط با حمایت و تحقیق کردن از موضوعات محیط زیست است؛
- توسعه یک یا چند، از اهداف زیست‌محیطی؛
- مشخص کردن میزان موضوعات زیست‌محیطی برای اضافه شدن به هر واحد؛
- توسعه ساختار جدید به جریانات نیازمند؛
- شناسایی فرآیندهای جدید مهارت‌هایی که مورد استفاده و توسعه قرار می‌گیرد و در جهت دستیابی به اهداف زیست‌محیطی جدید می‌باشد؛
- شناسایی منابع جدید برای استفاده در دستیابی اهداف زیست‌محیطی: تجهیزات، مواد مصرفی، منابع، تارنمای سفر میدانی، منبع مردمی و غیره
- شناسایی فعالیت‌های مرتبط و موضوعات جدید برای تحقیقی که ممکن است توسط آموزش واحد الحاقی اخیر پیشنهاد شده باشد.

همچنین هانگرفورد و ولک[۷] (۱۹۹۰) معتقدند در صورتی یاددهنده‌ها قادر به تغییر رفتار در یادگیرنده‌های محیط زیستی خود هستند که مسائل زیر در برنامه درسی مورد توجه قرار گیرد:
- مفاهیم عمده بوم‌شناختی زیست‌محیطی در درون محیط زیستی که این مفاهیم در آن وجود دارند، درس داده شوند.
- ایجاد طراحی دقیق و موقعیت خوب برای یادگیرندگان به منظور به‌دست آوردن حساسیت زیست‌محیطی که سبب افزایش تمایل برای رفتار مناسب می‌شود.
- ایجاد برنامه درسی که سبب دانش عمیق موضوعات زیست‌محیطی می‌گردد.
- ایجاد برنامه درسی که به یادگیرنده‌ها مهارت تجزیه و تحلیل و بررسی موضوعات زیست‌محیطی را یاد می‌دهد. همچنین زمان لازم برای به‌کارگیری این مهارت‌ها را ایجاد می‌نماید.
- ایجاد برنامه درسی که به یادگیرنده، مهارت‌های شهروندی را برای حل مشکلات یاد می‌دهد؛ به‌علاوه زمان مورد نیاز برای کاربرد این مهارت را نیز فراهم می‌آورد.

همچنین کوند و سانچز[۸] به نقل از پژول[۹] (۲۰۱۰) معتقداند برای گنجاندن آموزش محیط زیست در برنامه درسی می‌توان بصورت عرضی در تمام زمینه‌های برنامه درسی به عنوان یک مکمل در قالب فعالیت‌های جدا شده یا کارگاه‌ی، اعم از داخلی یا بیرونی استفاده کرد یا با تلفیقی از مضامین عرضی در تمام زمینه‌های دانشی و زندگی روزمره ادغام نمود. چنان‌که برنامه درسی آموزش محیط زیست به عنوان یک فرایند پیچیده و پویا در سه‌پایه، اخلاق جمعی جدید، سبک جدید تفکر و شکل جدیدی از کنش تحول‌گرا ضروری است (کوند و سانچز، ۲۰۱۰). بنابراین، گنجاندن آموزش محیط زیست در برنامه درسی باید جامع‌تر از «افزودن» صرف مسائل محیط زیست به محتوای موجود باشد و پایه برنامه درسی آموزش محیط زیست می‌بایست هماهنگ‌سازی مداوم آن با اصول اخلاقی، مفهومی و روش‌شناختی مبتنی بر محیط زیست قرار گیرد (همان منبع).
از آنجا که ماهیت آموزش محیط زیست دارای قابلیت تلفیق است، رویکردهای آموزش محیط زیست را می‌توان در گروه رویکردهای غیرتکنیکی و انسان‌گرای برنامه درسی قرار داد (شبیری و رضایی، ۱۳۹۸). در قلمرو برنامه درسی آموزش محیط زیست عناصر گوناگونی دخالت دارند که بر اساس اسناد و اعلامیه‌های معتبر آموزشی چهار عنصر تجربی، هم‌نظری[۱۰]، زیباشناختی و اخلاقی از مهم‌ترین عناصر آموزش محیط زیست هستند (شبیری و رضایی، ۱۳۹۸). این عناصر بشدت با سه ساختار یادگیری «درباره، از طریق و برای» محیط زیست وابسته‌اند (گاف و گاف[۱۱]، ۲۰۱۳). همچنین هر یک از ساختارهای یادگیری بیانگر حوزه‌ای از یادگیری در آموزش می‌باشند:
- آموزش درباره محیط زیست به حوزه شناختی اشاره دارد. در این ساختار آموزشی، محیط زیست به عنوان یک موضوع جهت شناسایی مفاهیم پایه و ساده تا مباحث و روابط پیچیده آن با انسان در نظر گرفته می‌شود.
- آموزش از طریق محیط زیست بیانگر حوزه روانی– حرکتی است در این جنبه آموزشی، از محیط زیست به عنوان محیط آموزشی برای کسب تجربیات بدون واسطه استفاده می‌شود.
- آموزش برای محیط زیست مرتبط با حوزه عاطفی است. هدف این نوع رویکرد آموزشی، حفاظت محیط زیست است که بواسطه آن فراگیر با انواع ارزش‌ها، رفتارها و گرایش‌های اخلاقی مثبت چون مسئولیت‌پذیری، تعهد و رفتار دوستانه با محیط زیست، آشنا شده و عمل می‌نماید (نگ و ویزایاکومار[۱۲]، ۲۰۰۵: ۲).

بنابراین برنامه درسی به‌عنوان یکی از عناصر اصلی آموزش که به قصد ایجاد تغییرات در رفتار یادگیرنده اجرا می‌شود (لوی، ۱۳۸۲) می‌تواند اولین گام مؤثر برای بهبود رفتار یادگیرنده در حفاظت از محیط زیست و ارتقای اهداف آموزشی در برنامه درسی آموزش محیط زیست باشد (پریشانی و همکاران، ۱۳۹۵). برنامه درسی آموزش محیط زیست اشاره به کلیه تجربیاتی دارد که به یادگیرنده‌ها کمک می‌کند تا با کسب آن‌ها از یک طرف مشکلات دانشی، نگرشی و مهارتی خود را در رابطه با محیط زیست برطرف کنند و از سوی مشارکت فعالی در فعالیت‌های محیط زیستی با توجه به جنبه‌های اکولوژیکی، سیاسی و اقتصادی داشته باشند (پالمر[۱۳]، ۱۹۹۸).
بنابراین بهترین راه برای انجام این تعهد این است که آموزش محیط زیست را در تمام موضوعاتی که در نظام آموزشی آموخته می‌شود گنجانده شوند. اصطلاحی که معمولاً برای بیان خصوصیات برنامه درسی بین‌رشته‌ای بکار می‌رود (شبیری و شمسی، ۱۳۹۴). اما برخی معتقدند که اگر آموزش محیط زیست به‌طور جداگانه و تحت عنوان یک رشته مجزا وارد سیستم مدارس شود، بازدهی عمل بهتر خواهد بود؛ زیرا جدا کردن آموزش محیط زیست از دیگر رشته‌ها باعث ادامه و تقویت جدایی انسان از طبیعت می‌شود که این برخلاف اصول آموزش محیط زیست است (شبیری و عبداللهی، ۱۳۸۸). اما امروزه بین‌رشته‌ای بودن آموزش محیط زیست به‌عنوان یک الگوی موفق پذیرفته شده‌است. درنهایت توجه به آموزش‌های مدرسه‌ای منجر به گنجاندن موضوعات محیط زیستی در دروس و کتاب‌های دوره‌های تحصیلی گردید که مفاهیم محیط زیستی آن براساس سه زمینه اصلی پایه‌گذاری شد:
- مفاهیم بنیادی: مسایل پایه‌ای که به شناخت محیط زیست و عوامل تأثیرگذار بر آن، ترکیبات تشکیل‌دهنده مواد، آب‌های سطحی و زیرزمینی، ترکیبات خاک و عواملی که منجر به تشکیل خاک می‌شوند و مکانیسم‌های رشد و نمو گیاهان و جانوران می‌پردازد.
- نیروهای مخرب: به مطالعه عوامل از میان‌برنده‌ای که باعث تغییر و تحول محیط زیست و عملیات زیانباری مانند کاربری بی‌رویه خاک، معادن، درختان جنگلی و انواع آلوده‌کننده‌ها تأکید دارد. مشکلی که بر این بخش، تأثیر می‌گذارد رشد سریع و روزانه مسایل زیست‌محیطی و دانش مربوط به آن برای به روز نگاه داشتن اطلاعات محیط زیستی است.
- توسعه نگرشی مثبت: در واقع تأکیدی است بر مسایل محیط زیستی و جنبه‌های اجتماعی– حقوقی مرتبط، ضمن آن که سایر مسائل رشد جمعیت، بهداشت فردی و مانند آن، مدنظر قرار گرفته‌اند (آرتا و خوش‌چین، ۱۳۸۳).

## مطالعات تطبیقی این رشته در دانشگاه‌های جهان
تعدادی از دوره‌های هم نام یا مشابه این دوره در دانشگاه‌های معتبر دنیا عبارت‌اند از (مجموعه مطالعات تطبیقی انجام شده در گروه علوم تربیتی برای گزارش توجیهی تصویب برنامه درسی رشته آموزش محیط‌زیست):
1. دوره کارشناسی آموزش محیط‌زیست در دانشگاه کنیاتا (Kenyatta) کشور کنیا
2. دوره کارشناسی آموزش محیط‌زیست با دو گرایش در کالج یونیتی در ایالات متحده
3. دوره‌های دکتری و کارشناسی ارشد آموزش محیط‌زیست در دانشکده استیلواتر (Stillwater) دانشگاه ایالتی اوکلاهما (Oklahoma State University)
4. دوره دکتری رشته علوم و آموزش محیط‌زیست در دانشکده مطالعات برنامه درسی و تربیت‌معلم دانشگاه استنفورد (Stanford)
5. دوره‌های دکتری پژوهشی و کارشناسی ارشد آموزش محیط‌زیست در گروه مطالعات برنامه درسی مرکز مطالعات محیط‌زیستی دانشگاه پرتوریای (Pretoria) آفریقای جنوبی
6. دوره‌های دکتری و کارشناسی ارشد آموزش محیط‌زیست در موسسه مطالعات آموزش محیط‌زیست دانشکده علوم دانشگاه ملی تایوان (National Taiwan University)
7. دوره‌های دکتری و کارشناسی ارشد آموزش محیط‌زیست و ارتباطات در گروه محیط‌زیست و پایداری دانشکده علوم اجتماعی و کاربردی دانشگاه رویال رودز (Royal Roads) کانادا
8. دوره کارشناسی ارشد آموزش حفاظت محیط‌زیست در دانشکده فرهنگ، آموزش و توسعه انسانی استین هارت (Steinhardt) دانشگاه نیویورک
9. دوره کارشناسی ارشد آموزش در فضای باز و محیط‌زیست در دانشگاه ادینبرگ (Edinburgh) انگلستان

## رشته آموزش محیط‌زیست در ایران
رشته آموزش محیط‌زیست در ایران به عنوان یک بین رشته ای و زیرمجموعه علوم تربیتی از بهمن ماه سال 1387 برای اولین بار در کشور توسط آقای دکتر سید محمد شبیری که از دانش‌آموختگان این رشته در خارج از کشور بودند و از سوی دانشجویان و دانش‌آموختگان این رشته به پدر رشته آموزش محیط‌زیست ایران معروف هستند در دانشگاه پیام‌نور مرکز ری و با حمایت بزرگان رشته تعلیم و تربیت از جمله مرحوم آقای دکتر علی شریعتمداری راه‌اندازی شد و از آن سال تاکنون ضمن توسعه در این دانشگاه و راه‌اندازی آن در مراکز تهران جنوب و شیراز به مدت 15 سال، صدها دانش‌آموخته را تربیت نموده که در مشاغل و پست‌های علمی و اجرایی در این حوزه و سایر حوزه‌های مرتبط مشغول به فعالیت هستند. بعد از دانشگاه پیام نور، دانشگاههای تهران، شهید بهشتی و دانشگاه آزاد اسلامی نیز اقدام به ایجاد این رشته در مقطع کارشناسی ارشد نمودند. در سال 1391 دوره دکتری رشته آموزش محیط‌زیست در دانشگاه پیام نور تهران راه اندازی شد و در حال حاضر به عنوان تنها دوره دکتری تخصصی این رشته به مدت 11 سال اقدام به پذیرش و تربیت دانشجویان دوره دکتری نموده است(اسناد برنامه درسی مصوب و مجموعه مصاحبه‌های شفاهی با برخی اعضای علمی، دانشجویان دوره دکتری و دانش‌آموختگان دانشگاه پیام نور، 1402).
آموزش محیط‌زیست، همانند اقتصاد محیط‌زیست یا حقوق محیط‌زیست، یک مبحث بین‌رشته‌ای است، یعنی تلفیقی است از علم آموزش و علم محیط‌زیست. مبحث آموزش و مبحث محیط‌زیست دو مقوله جدا از هم هستند که هرکدام اصول علمی خاص خود رادارند و چنانچه بخواهیم این رشته را به‌صورت بنیادی و اساسی آموزش دهیم باید بین این دو مبحث ارتباطی پایدار ایجاد نمود و آن‌ها را به هم پیوند زد. بر این اساس زیرگروه آموزش محیط‌زیست گروه علوم تربیتی دانشگاه پیام نور، هم به‌ لحاظ تحقیقاتی و هم به لحاظ زمینه‌های آموزشی، تلاش نمود به وظیفه خود در ایجاد این مبحث بین‌رشته‌ای کمک نماید و با اتخاذ یک رویکرد بین‌رشته‌ای به تحقیقات محیط‌زیستی، سعی در برقراری ارتباط آن با رشته‌های متداول مانند علوم اجتماعی، علوم انسانی، هنر و علوم طبیعی نماید(مصاحبه شفاهی با دکتر سید محمد شبیری، 1402).
بدیهی است راه‌اندازی دوره کارشناسی ارشد و دکتری رشته آموزش محیط‌زیست در دانشگاه پیام نور، گام مؤثری در تقویت بنیه حرفه‌ای این رشته بوده است. بر این اساس، ایجاد این دوره در مقطع کارشناسی با توجه به اهمیت این مقطع خود موجب افزایش کمی و کیفی نیروهای متخصص و کارآزموده شده و درنتیجه موجب تقويت و توجه بيشتر به نيروهاي تخصصي و ارتقاي كمي و كيفي آموزش محیط‌زیست و تعريف رسته‌هاي شغلي تحصيلي، شرح وظايف و احراز هر يك خواهد شد که بر این اساس پیشنهاد راه‌اندازی دوره کارشناسی این رشته توسط پایه‌گذار این رشته در ایران به دانشگاه فرهنگیان ارایه شده و امید است این دانشگاه با توجه به رسالت خود، طلایه‌دار راه‌اندازی دوره کارشناسی این رشته و توسعه این رشته تخصصی باشد.
با عنایت به نقصان برنامه‌ریزی‌های کلان برای آموزش‌های محیط‌زیستی در ایران، سازمان‌های دولتی، غیردولتی، افراد، رسانه‌ها و دانشگاه‌ها در حال آموزش‌های پراکنده محیط‌زیستی هستند بدون اینکه راهبرد خاصی را دنبال کنند و برنامه‌ریزی مشترکی داشته باشند. راه‌اندازی رشته آموزش محیط‌زیست، گامی در جهت تربيت نيروهاي انساني متخصص با گرایش‌های موردنیاز در امر آموزش محیط‌زیست و منابع طبیعی بوده است. بر این اساس باید ایجاد و راه‌اندازی رشته‌هاي مرتبط با اين حوزه در كشور در سطوح مختلف موردتوجه بيشتري قرارگرفته و جذب دانش‌آموختگان مربوطه در دستگاه‌های اجرايي مرتبط در اولويت قرار گيرد. 

## توانایی‌ها و مهارت‌های دانش‌آموختگان رشته و پیش‌بینی وضعیت شغلی دانش‌آموختگان
دانش‌آموختگان این رشته می‌توانند:
1. به تدریس مسائل محیط‌زیستی در بین اقشار مختلف جامعه و برنامه‌ریزی و اجرای فعالیت‌های آموزشی به‌منظور آشنا نمودن عموم مردم نسبت به محیط‌زیست و مسائل و مشکلات آن بپردازند.
2. در مدارس و مراکز آموزشی به‌عنوان مدرس به تدریس بپردازند.
3. در فرآیند برنامه‌ریزی درسی در آموزش‌وپرورش و سایر بخش‌های آمورشی به تلفیق اهداف محیط‌زیستی در برنامه درسی رشته‌ها و مقاطع مختلف تحصیلی بپردازند.
4. شرکت و فعالیت تخصصی در طرح‌های پژوهشی- کاربردی و تأمین نیازهای علمی نهادها، سازمان‌ها و وزارتخانه‌ها در برنامه‌ریزی‌های توسعه و راهبردی محیط‌زیستی در حیطه آموزش ازجمله توانایی‌های ایشان خواهد بود.
5. با مشارکت در برنامه‌ریزی‌های مدیریتی و اجرايي سازمان‌های مختلف مانند سازمان حفاظت محیط‌زیست، وزارت كشور، وزارت نيرو، وزارت جهاد كشاورزي، وزارت نفت، وزارت صنعت، معدن و تجارت، وزارت بهداشت و درمان و شهرداری‌ها، می‌توانند آن‌ها را در مديريت و طرح‌های مرتبط با آموزش محیط‌زیست و توسعه پایدار ياري دهند.
6. در برنامه‌ریزی‌های آموزشی، تدوين برنامه¬های مديريت محیط‌زیستی، ارائه طرح‌های مختلف، نظارت، هدایت، اجرا و ارزشیابی برنامه‌های آموزش محیط‌زیستی، تحلیل رخدادها و معضلات محیط‌زیستی، تحلیل و ارائه راهکارهای دستیابی به جامعه‌ای برگشت‌پذیر نقش مؤثری داشته باشند.
7. به‌عنوان مشاور درزمینه آموزش محیط‌زیست و مطالعات مربوط به آن، فعالیت داشته باشند.

## برخی دستاوردهای ملی دیگر این حوزه میان‌رشته ای در کشور
برخی دستاوردهای ملی دیگر این حوزه میان‌رشته ای در کشور عبارتند از:
- کرسی یونسکو در آموزش محیط‌زیست: این کرسی در سال 2017(1396) از سوی سازمان علمی، فرهنگی و هنری ملل متحد(یونسکو) مستقر در پاریس  به ریاست آقای دکتر سید محمد شبیری به دانشگاه پیام نوربه عنوان نهاد میزبان تعلق گرفت. در پی چهار سال فعالیت، در سال 2021 سازمان یونسکو طی نامه ای ضمن تقدیر از فعالیت‌های این کرسی، آن را تا سال 2025 تمدید نمود. این کرسی طی سالهای فعالیت‌های دستاوردهای فراوانی چون برگزاری سالانه همایش های ملی آموزش محیط زیست(6 دوره تاکنون)، 3 جشنواره، مسابقات سالانه سه دقیقه ای پایان نامه ها و رساله های حوزه آموزش محیط زیست، چند دوره نمایشگاه تخصصی و راه اندازی و فعالیت کارگروه‌های مختلف را داشته است(برگرفته از سایت کرسی یونسکو در آموزش محیط‌زیست ، 1402).
- فصلنامه علمی آموزش محیط زیست و توسعه پایدار: این فصلنامه به عنوان تنها فصلنامه تخصصی این حوزه از سال 1394 با سردبیری دکتر سید محمد شبیری اقدام به انتشار منظم نموده و تاکنون برای چند سال متوالی رتبه الف را از کمیسیون ارزیابی نشریات علمی وزارت علوم دریافت نموده است(برگرفته از سایت فصلنامه آموزش محیط‌زیست و توسعه پایدار ، 1402).
- رونمایی از نماد ملی آموزش محیط‌زیست: در تاریخ 6 بهمن 1398 و در حاشیه برگزاری جشنواره ملی آموزش محیط‌زیست توسط کرسی یونسکو در آموزش محیط‌زیست از نماد ملی آموزش محیط‌زیست با حضور دبیرکل کمیسیون ملی یونسکو و با پیام وزیر وقت علوم، تحقیقات و فناوری رونمایی شد(برگرفته از سایت کمیسیون ملی یونسکو، 1398).
- روز آموزش همگانی حفظ محیط‌زیست: در پی تلاش‌های دو دهه اخیر در راستای ترویج گفتمان آموزش همگانی محیط زیست و فرهنگ‌سازی محیط‌زیستی،  15 اسفند به عنوان روز ملی آموزش همگانی محیط‌زیست به تصویب رسید و در قالب ماده واحده تعیین مناسبت‌های جدید برای درج در متن و ضمیمه تقویم رسمی کشور در سال ۱۴۰۳ توسط رییس محترم شورای انقلاب فرهنگی ابلاغ شد . کرسی یونسکو در آموزش محیط‌زیست دانشگاه پیام نور از سال‌های 1397-1398 در مکاتبات با شورای فرهنگ عمومی پیشنهاد نام‌گذاری روزی را به نام آموزش محیط‌زیست مطرح نموده بود که با تلاش‌ها و پیگیری‌های آقای دکتر نورالله مرادی معاون آموزش و مشارکت‌های مردمی سازمان حفاظت محیط‌زیست کشور نهایتا 15 اسفند به عنوان روز آموزش همگانی برای حفظ محیط‌زیست در تقویم رسمی کشور به ثبت رسید(برگرفته از سایت کرسی یونسکو در آموزش محیط‌زیست ، 1402).

برگرفته از سایت‌های دانشنامه تخصصی آموزش محیط زیست و کرسی یونسکو در آموزش محیط زیست دانشگاه پیام نور.